# Santiago Castillo
Santiago Castillo – belizeński polityk, członek Zjednoczonej Partii Demokratycznej, poseł z okręgu Caribbean Shores oraz wiceminister finansów i rozwoju gospodarczego.

## Życiorys
Związał się ze Zjednoczoną Partią Demokratyczną i z jej ramienia kandydował do parlamentu.
7 marca 2012 został członkiem Izby Reprezentantów z okręgu Caribbean Shores, w którym pokonał przedstawiciela PUP: Davida Hoya, zdobywając 2001 głosów (stosunek głosów: 59,5% do 39,4%).
Pięć dni później premier Dean Barrow powołał go do swojego drugiego rządu na stanowisko wiceministra finansów i rozwoju gospodarczego.